# Conchil-le-Temple
Conchil-le-Temple is een gemeente in het Franse departement Pas-de-Calais (regio Hauts-de-France). De plaats maakt deel uit van het arrondissement Montreuil. Conchil-le-Temple telde op 1 januari 2022 1.087 inwoners.

## Geschiedenis
De plaatsnaam komt voor het eerst voor in 845, als concilium (samenkomst van priesters). Hier verbleven ook de Tempeliers, waar le Temple vandaan komt. Dit stond bekend als Temple-lès-Waben.
De plaats werd genoemd als bezit van de Abdij van Saint-Riquier. De Tempeliers die er verbleven werden in 1307 gearresteerd en levend verbrand. De Tempeliers werden opgevolgd door de Johannieters die er een commanderij bezaten. Dezen hadden de hoge, middelbare en lagere jurisdictie, wat door de graaf van Ponthieu in 1352 tevergeefs bestreden werd.
In de 15e eeuw werden de goederen van de commanderij verwoest tijdens de troebelen die toen plaats vonden.
Te Conchil-le-Temple bestaat een eeuwenoude Sint-Blasiusbroederschap, die in 1686 een relikwie van de heilige geschonken kreeg.

## Geografie
De oppervlakte van Conchil-le-Temple bedroeg op 1 januari 2022 16,72 vierkante kilometer; de bevolkingsdichtheid was toen 65 inwoners per km².

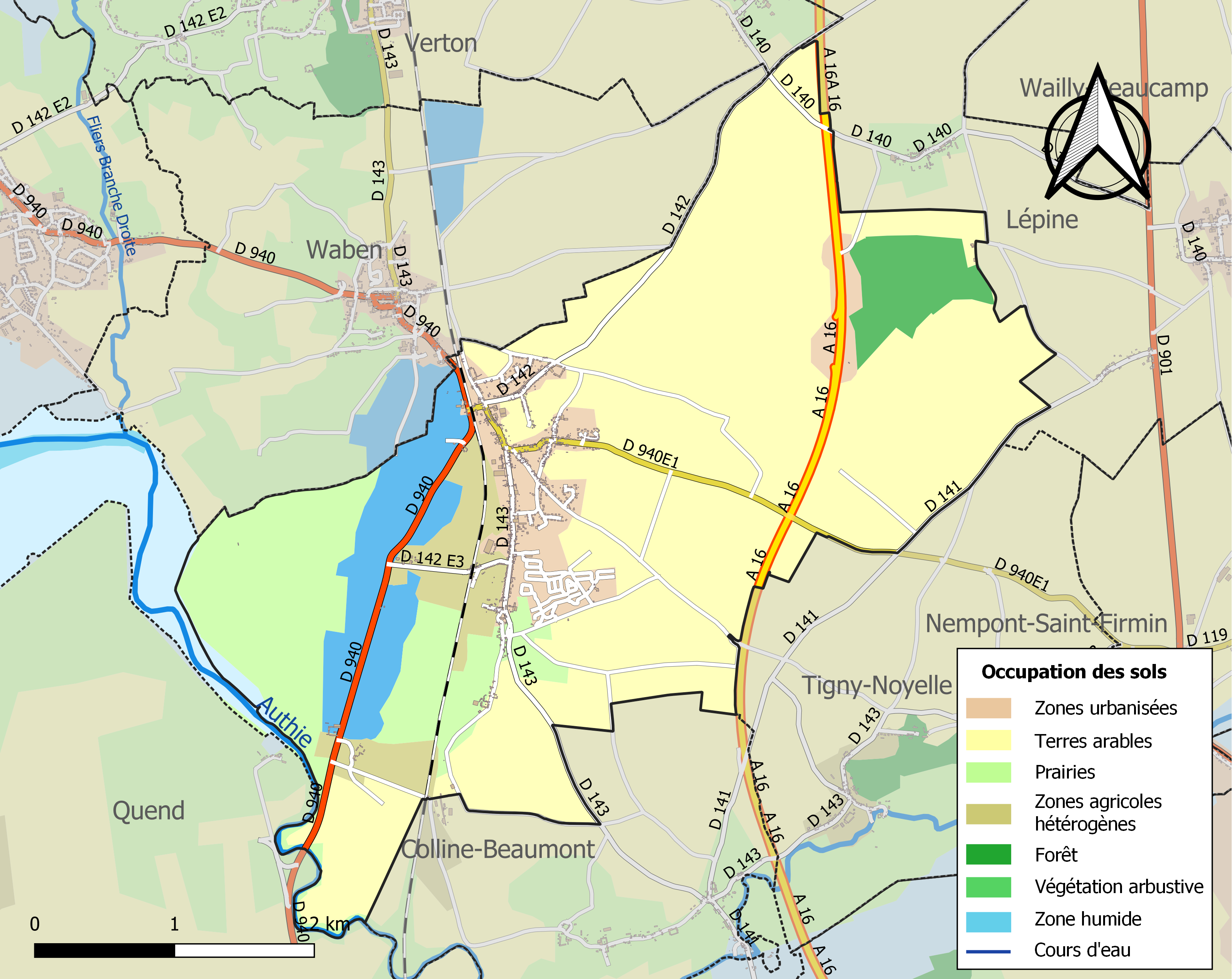
Kaart van de gemeente met belangrijkste infrastructuur, bodemgebruik en omliggende gemeenten

De hoogte varieert van 3 tot 57 meter. De plaats ligt nabij de Authie. Er zijn kalkgroeven die een reeks meertjes hebben achtergelaten.

## Bezienswaardigheden
- De Onze-Lieve-Vrouw-Geboortekerk (Église Notre-Dame-de-la-Nativité).
- Het Kasteel van Pas d'Authie (Château du Pas-d'Authie)
- Het Pavillon, een zwaar ommuurd 15e eeuw bouwwerk en mogelijk de voormalige gevangenis van het baljuwschap Waben. Het heeft diepe kelders met aan de muur ijzeren ringen bevestigd.

## Demografie
Onderstaande figuur toont het verloop van het inwonertal (bron: INSEE-tellingen).

## Nabijgelegen kernen
Waben, Wailly-Beaucamp, Nempont-Saint-Firmin, Colline-Beaumont, Quend, Fort-Mahon-Plage